# Astragalus camptodontoides
Astragalus camptodontoides är en ärtväxtart som beskrevs av George Simpson. Astragalus camptodontoides ingår i släktet vedlar, och familjen ärtväxter. Inga underarter finns listade i Catalogue of Life.